# مارثا بولوك روزفلت
مارثا بولوك روزفلت (بالإنجليزية: Martha Bulloch Roosevelt)‏ هي نجمة اجتماعية أمريكية، ولدت في 8 يوليو 1835 في هارتفورد في الولايات المتحدة، وتوفيت في 14 فبراير 1884 في نيويورك في الولايات المتحدة بسبب حمى التيفوئيد.

## معرض صور

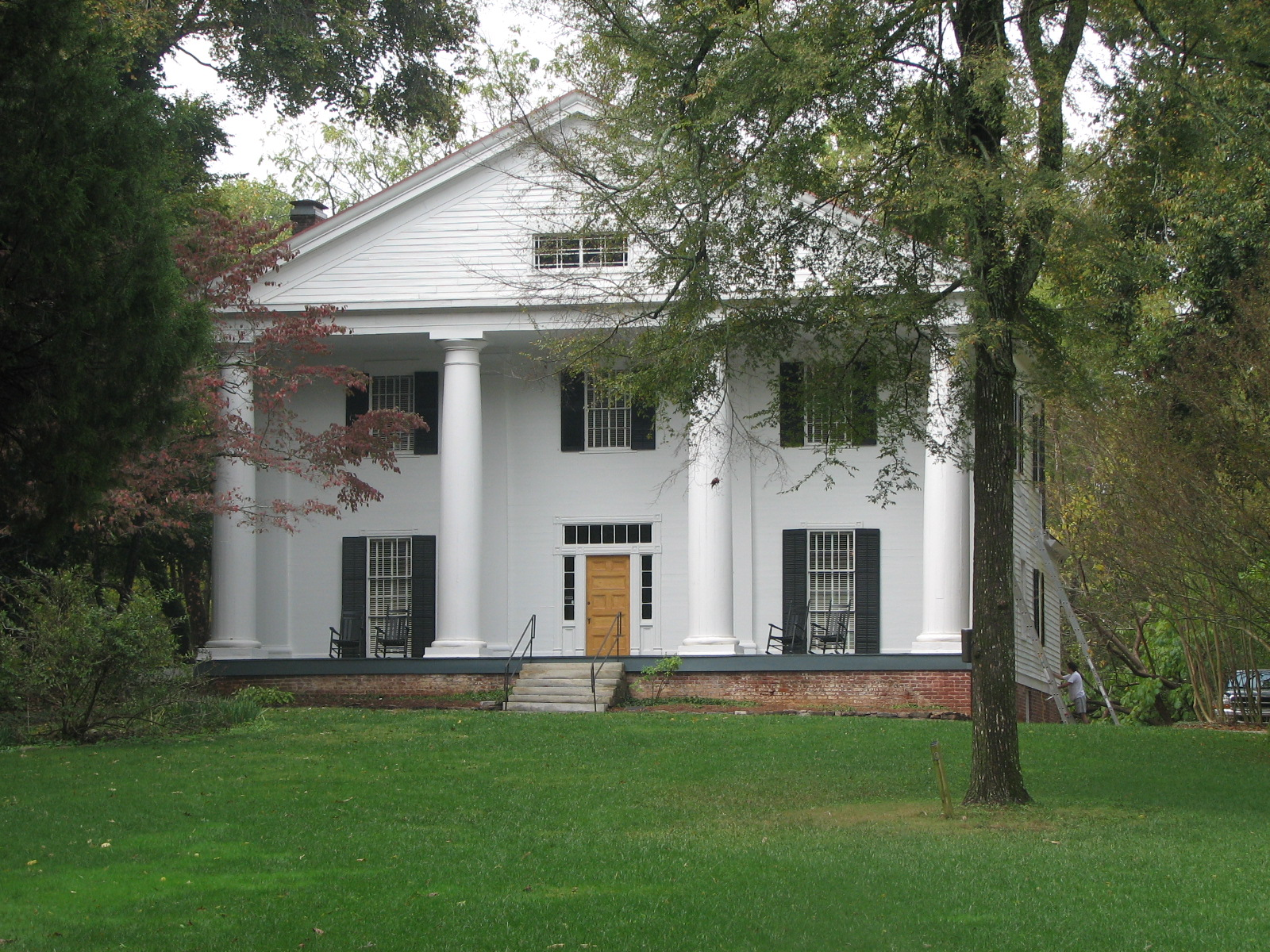
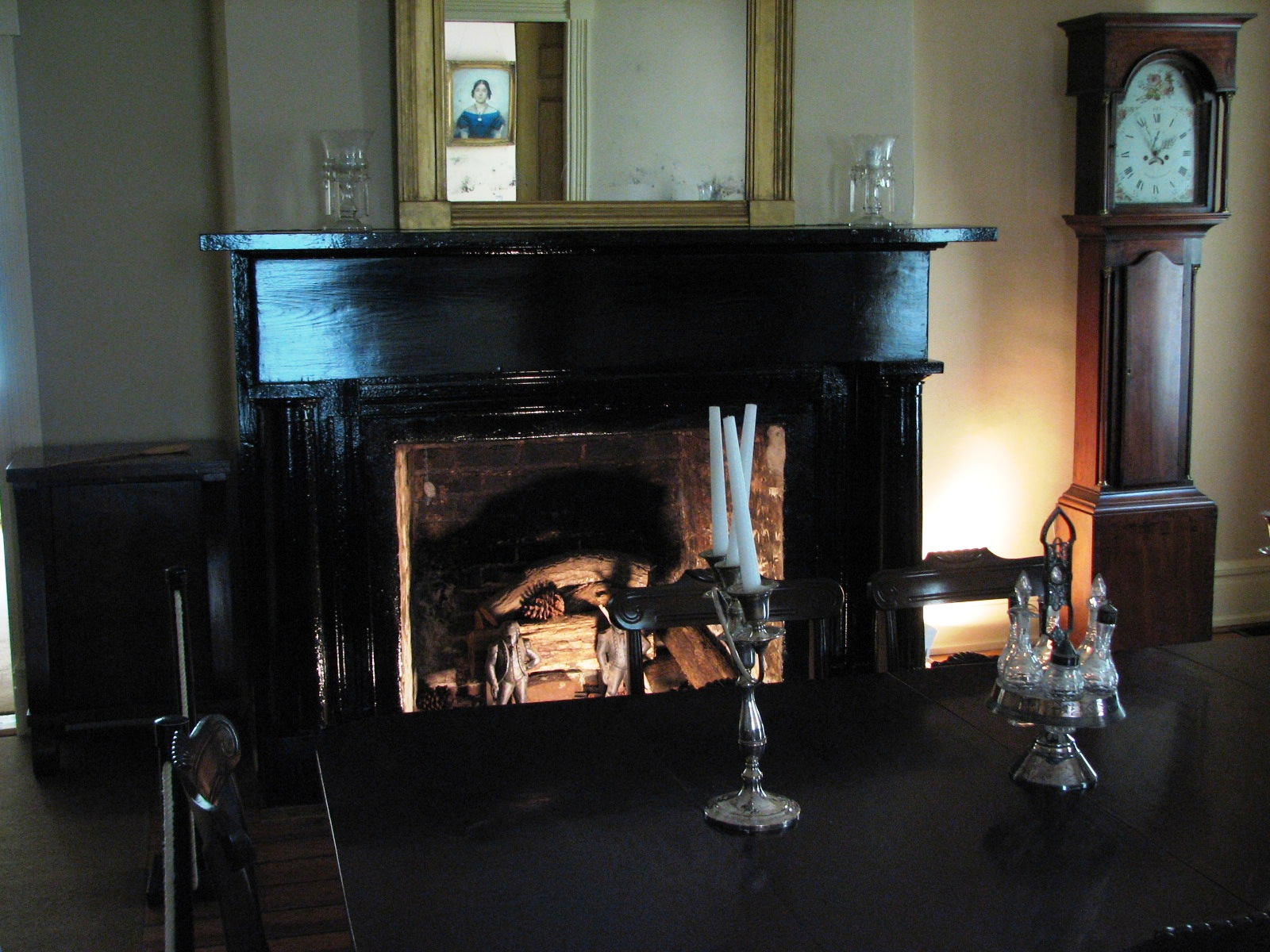
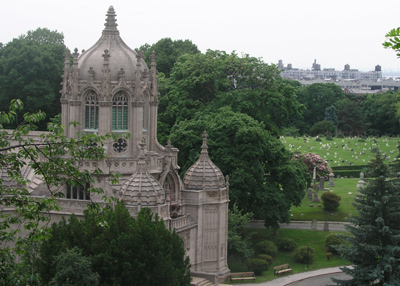